# دارن چالمرز
دارن چالمرز (انگلیسی: Darren Chalmers؛ زادهٔ ۲۶ ژوئن ۱۹۷۰) ورزشکار اسنوبردسواری اهل کانادا است.